# Václav Tille
Václav Tille (16. února 1867 Tábor – 26. června 1937 Praha-Podolí) byl knihovník, učitel, divadelní a literární kritik a český spisovatel. Používal také pseudonym Václav Říha.

## Život
Narodil se v rodině profesora reálného gymnázia v Táboře, Antonína Tilleho, a jeho ženy Marie, rozené Eisensteinové. Babička z otcovy strany pocházela z rodu Nádherných z Borutína.
Václav Tille absolvoval gymnázium, pak filosofickou fakultu Karlovy university v Praze (slavistiku a germanistiku) a další v Innsbrucku, studia zakončil doktorátem. Později vykonával práci v pražské univerzitní a olomoucké studijní knihovně. V té době působil také jako revizor sbírek knihovny Národního muzea. Následoval pobyt na univerzitě v Paříži. V roce 1903 se habilitoval a v letech 1921–1937 byl řádným profesorem srovnávacích dějin na Karlově universitě. Stal se členem Rotary klubu, Evropského literárního klubu, Československé Intelektuální Unie, v roce 1925 byl spoluzakladatelem PEN klubu. V roce 1925 se stal členem Mezinárodní akademické unie.

## Literární činnost
Uveřejnil řadu divadelních a literárních kritik v Národních listech (působil zde v letech 1910–1915), Venkově, Prager Presse a dalších novinách i časopisech. Vytvořil velmi mnoho srovnávacích studií u umění scénickém, mimickém, kriticky rozebíral tvorbu povídkovou, pohádkovou a zabýval se i dalšími obory české i cizí literatury a knihovnictví. Při psaní pohádek použil pseudonym V. Říha, odborné články podepisoval často různými zkratkami a značkami. Dr. Václav Tille redigoval od roku 1902 knižnici pro mládež Žeň z literatur.
 Profesor Václav Tille chvíli stanul mlčky a potom začal. Lavice zmizely a posluchači se ocitli v dávném světě, evokovaném plasticky a barevně, mezi historickými postavami, které vyvstávaly v důvěrné blízkosti a v plnosti lidské podoby. Umění mluvit a malovat slovem, vykouzlit atmosféru – to byla okouzlující výsada Tillovy osobnosti, překypující nábojem prožití toho, o čem přednášel… Vášeň a skepse skládaly tohoto vzácného muže. Není čistších, výsostnějších a dramatičtějších protikladů: jejich svárem hořel Tille a tímto svým vnitřním ohněm zapaloval.
Frank Tetauer

## Literární dílo

### Odborné publikace
- Divadelní vzpomínky (1917) [7]
- Literární studie (1892)
- Povídky sebrané na mor. Valašsku (1902)
- Erbenovy České pohádky (1905), studie
- Němcové Národní báchorky a pověsti (1905), studie
- Němcové Pohádky (1907), studie
- Kinéma (1908), filmová studie
- České pohádky do roku 1848 (1909), studie
- Soupis českých pohádek, díl I. (1930)
- Soupis českých pohádek, díl 2. (1934)
- Božena Němcová (1911) monografie spisovatelky, několikrát přepracoval, opatřil dodatky
- Filosofie literatury u Taina a předchůdců (1902)
- Maurice Maeterlinck (1910), monografie [8]
- Roncesvalles (1915), filologicko-místopisná studie
- Činohra Národního divadla od roku 1900 do převratu (1935) [9]
- Alšovy pohádky (1941) [10]
- Božena Němcová maličkým (1958) – pro předškolní věk [11]

a mnoho dalších

### Pohádky
- Povídka o svatbě krále Jana (1900) [12][13]
- Letní noc (1905)
- Říhovy pohádky (1915)
- Paleček (1922)
- Nebojsa (1925)
- Zvířátka a Petrovští [14]

a mnoho dalších, všechny pod pseudonymem V. Říha.